# Церковь Рождества Христова (Алатырь)
Це́рковь Рождества́ Христо́ва — каменная церковь в городе Алатырь, построенная в 1755 году, объект культурного наследия регионального значения, в настоящее время не сохранилась. 

Охранный статус здания установлен Постановлением Совета Министров Чувашской АССР от 23 октября 1990 года № 299 «О дополнении списка памятников истории и культуры местного (АССР) значения, подлежащих государственной охране».

## Архитектура
Храм типа восьмерик на четверике с протяжённой трапезной и трёхъярусной колокольней.

Церковь каменная, главный храм холодный, приделы тёплые, длина с колокольней 21 саж., наибольшая ширина 7 саж. 2,5 арш., высота до верхнего карниза 3 саж. 2 арш. На церкви одна большая глава. Иконостас: длина 4 саж., высота 5 саж. Колокольня 2-ярусная, высота 9 саж. 2 арш.— Храмы, приходы и монастыри Чебоксарской и Чувашской епархии
Церковь построена каменной с главным престолом в честь Рождества Христова. Приделы: правый — во имя Божией Матери Владимирской, левый — во имя Св. Архангела Михаила.

В 1912 году духовной консисторией были поданы два прошения в Императорскую Археологическую комиссию с предложениями о расширении храма. Сохранилось описание комплекса того времени:

Храм однопрестольный, иконостас пятиярусный, возобновленный в 1876 г. Имеются древние иконы. Стены храма расписаны. <…> Колокольня пристроена, по преданию, в 1820 годах.— Протоколы реставрационных заседаний Императорской Археологической комиссии, 1913
 Комиссия пристройку (расширение) храма в целом не разрешила.

## История
Каменная церковь была построена в 1755 году на средства прихожан, после пожара в 1906 году, повредившего живопись и внутреннее убранство храма, капитально перестроена в 1907 году.

В 1900 году церковной земли было 165 кв. саженей. Причт состоял из священника, дьякона и псаломщика. Капитал причта составлял 4900 руб. Прихожан: в Алатыре в 221 дворах 745 мужчин и 786 женщин; вне города, на арендуемых землях (в 6—8 верстах, за Сурой) в 32 дворах 128 мужчин и 109 женщин; всего в 253 дворах 873 мужчины и 805 женщин; сверх того раскольников в 6 дворах 14 мужчин и 19 женщин.

В 1930 церковь была закрыта, венчания сломаны. До кон. 1990-х использовалась как цех Алатырского пищекомбината.

В настоящее время заброшена.

В 2013 году была предпринята попытка восстановления храма.